# Vélodrome roubaisien (1895-1924)
Pour les articles homonymes, voir Vélodrome de Roubaix.
Le vélodrome roubaisien est un vélodrome situé à Croix, dans le département du Nord, en France.
Bâti en 1895 à l'initiative de l'industriel du textile, mécène et organisateur sportif Français Théodore Vienne et de Maurice Pérez, il a notamment été le lieu d'arrivée des 19 premières éditions de Paris-Roubaix et d'étapes du Tour de France. Il a également servi d'arène tauromachique, accueillant des combats de taureaux de 1904 à 1914.

## Historique
Au début de l'année 1895, Théodore Vienne et Maurice Pérez, deux filateurs roubaisiens décident de faire édifier un vélodrome à proximité du parc Barbieux, sur un terrain de 46 000 m2 situé sur le territoire de la commune de Croix, à l'angle de la rue d'Hem et de la rue Verte. Le parc Barbieux, à cheval sur les communes de Roubaix et de Croix, est à l'époque un lieu prisé des sportmen et jouit de la réputation de plus beau parc du nord de la France. Il a également l'avantage d'être desservi par le Mongy (patronyme de l'ingénieur ayant fait réaliser ce réseau de voie ferrée électrifié desservant les communes de Roubaix et Tourcoing depuis la ville de Lille)  et d'être situé à proximité de la gare de Croix - Wasquehal.

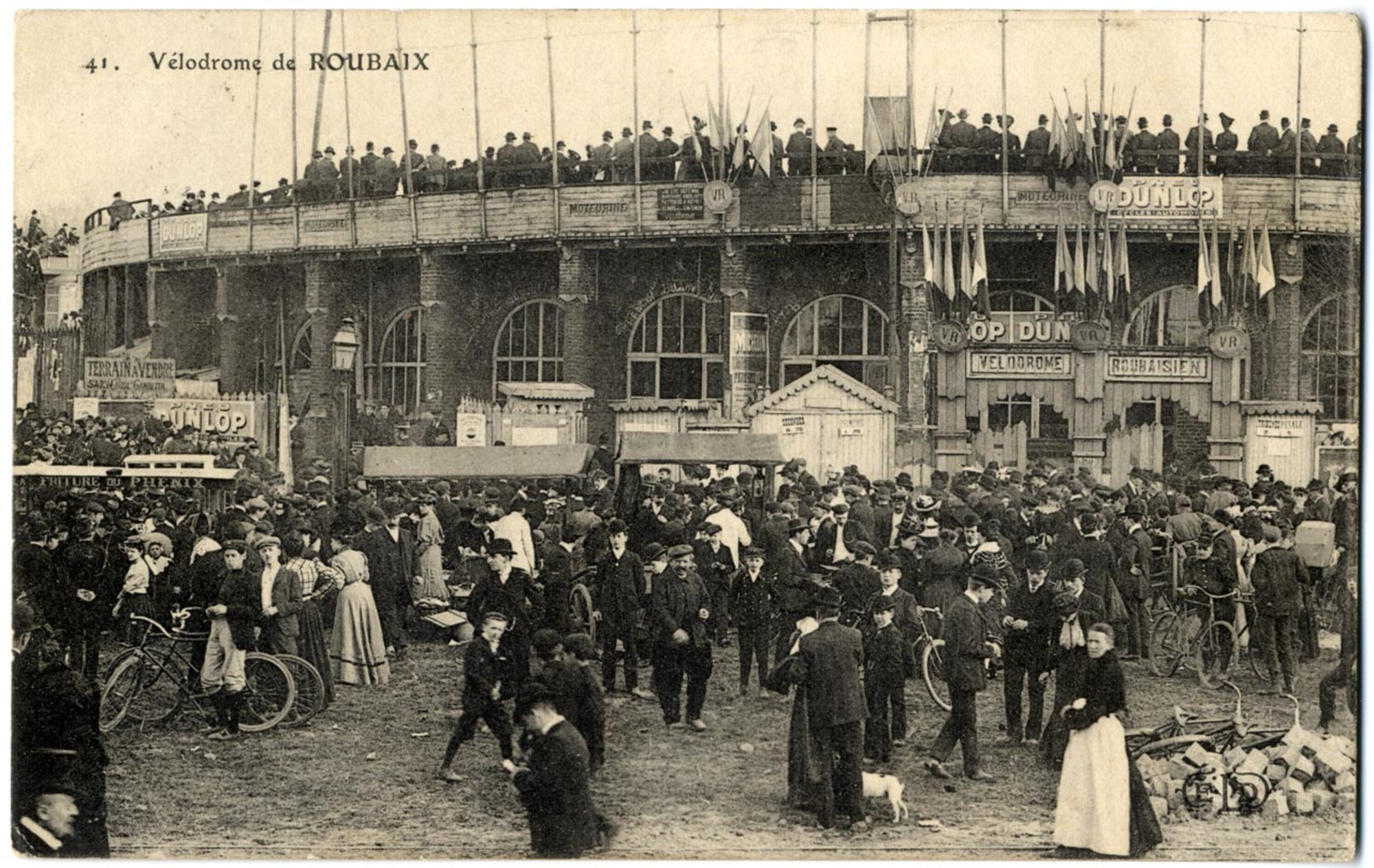
Portrait de groupe de Roubaisiens devant le vélodrome.
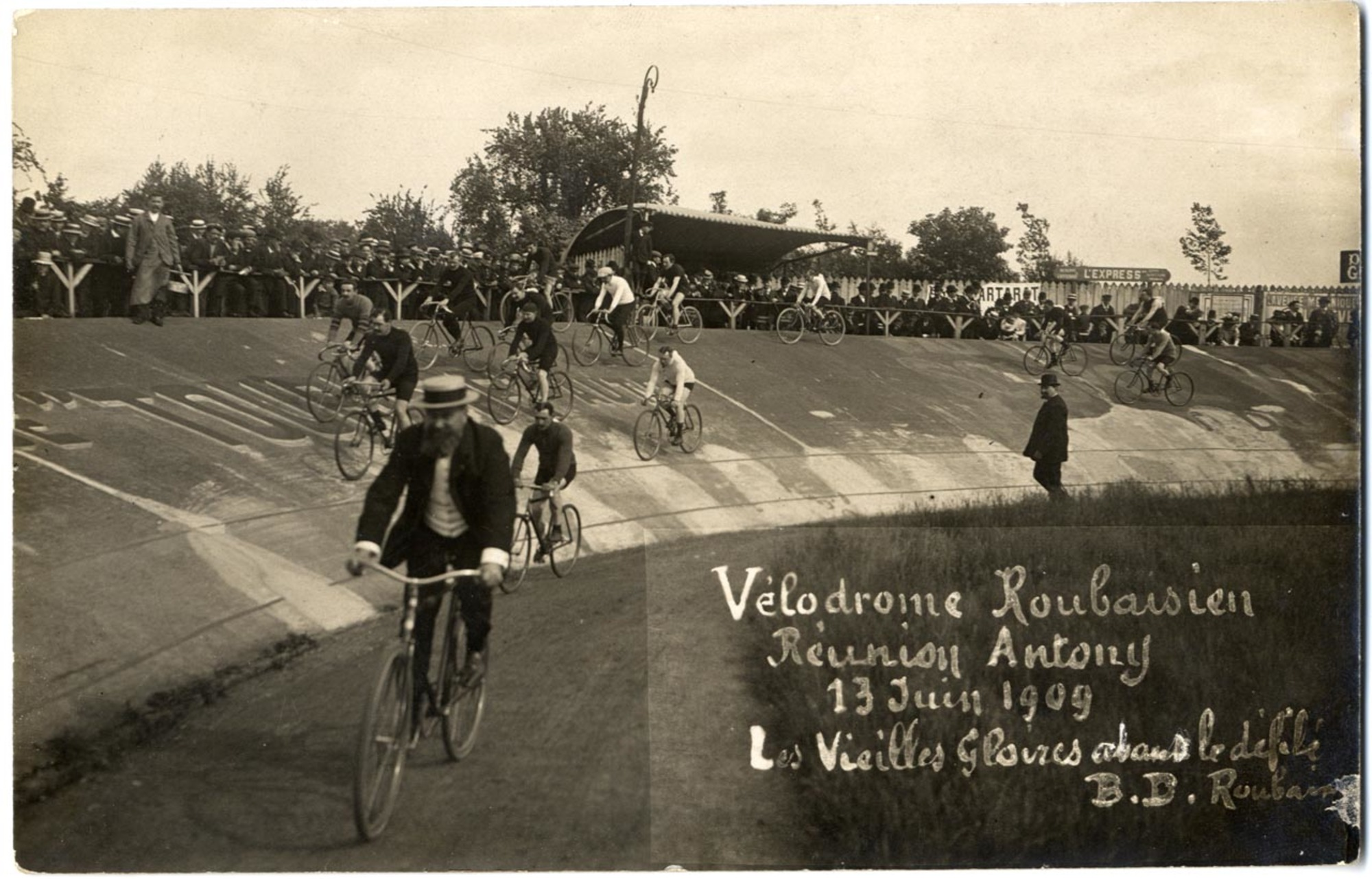
Défilé des vieilles gloires le 13 juin 1909 au vélodrome roubaisien.

Sous la direction de l'architecte Élie Dervaux et mobilisant une centaine d'ouvriers en permanence, les travaux débutent en avril 1895 et s'achèvent dès la fin du mois suivant.
Le vélodrome roubaisien est doté d'une piste en ciment d'une longueur de 333,33 m. Les virages ont un rayon de 21 mètres et s'élèvent de 37 cm/m. Quinze arcades forment la façade. Une galerie-tribune y est disposée, à six mètres de haut.
Le vélodrome est inauguré le dimanche 9 juin 1895 avec une compétition composée de sept épreuves opposant 90 coureurs, devant plusieurs milliers de spectateurs.
Durant les années suivantes, il voit s'affronter les meilleurs pistards de l'époque et notamment le Français Paul Bourrillon, l'Américain Major Taylor ou le Danois Thorvald Ellegaard.
En 1896, il accueille le championnat de France des 100 km remporté par Alphonse Baugé. Cette année-là, Constant Huret bat le record du monde des 100 km derrière entraîneurs, en 2 h 20 min 31 s. Une course de 100 heures est gagnée par l'Américain Charly Miller.
En 1898, le Bol d'or, organisé depuis 1894 au vélodrome Buffalo à Neuilly-sur-Seine, a lieu exceptionnellement à Croix. Couru à cette occasion derrière des triplettes et non derrière tandem, il voit la victoire de Huret, lauréat des deux premières éditions.
En février 1896, Pérez et Vienne ont l'idée de créer une course sur route partant de Paris et arrivant dans leur vélodrome. Ils obtiennent le soutien du journal Le Vélo. Le premier Paris-Roubaix a lieu le dimanche 19 avril 1896. L'Allemand Josef Fischer est le premier à s'imposer au vélodrome. 19 éditions de la course y arrivent entre 1896 et 1914. Dans les annales, il est parfois mentionné que Paris-Roubaix devrait plutôt s'appeler Paris-Croix car les coureurs arrivent par la rue d'Hem et entrent dans le vélodrome par le tunnel sous piste à l'angle de la rue D'Hem et du grand boulevard Roubaix-Lille donc ne passent pas dans la commune de Roubaix.
En 1910, une nouvelle piste en bois comportant des virages inclinés à 45° est posée au vélodrome. Les tribunes sont aménagées de manière à accueillir plus de 10 000 spectateurs, et couvertes.
À l'issue de la Première Guerre mondiale, la piste en bois du vélodrome a disparu, probablement utilisée comme bois de chauffage. Les organisateurs de Paris-Roubaix trouvent de nouveaux lieux d'arrivée pour la course.
Le vélodrome est détruit en 1924 pour laisser place à des habitations pavillonnaires individuelles. Une partie de cet emplacement devient plus tard la clinique du Parc à Croix.